# Buxières-sur-Arce
 Buxières-sur-Arce  es una población y comuna francesa, en la región de Champaña-Ardenas, departamento de Aube, en el distrito de Troyes y cantón de Essoyes.

## Demografía
| 128 | 136 | 137 | 138 | 139 | 149 |
| Para los censos de 1962 a 1999 la población legal corresponde a la población sin duplicidades (Fuente: INSEE [Consultar]) |     |     |     |     |     |